# Zilda Arns
Zilda Arns Neumann, född 25 augusti 1934 i Forquilhinha, Santa Catarina, Brasilien, död 12 januari 2010 i Port-au-Prince, Haiti, var en brasiliansk barnläkare, som grundade den katolska organisationen Pastoral das Criancas i 1982. Hon dog i jordbävningen i Haiti 2010. De närmare omständigheterna kring händelsen är inte kända.